# Versteinerter Wald (Chemnitz)

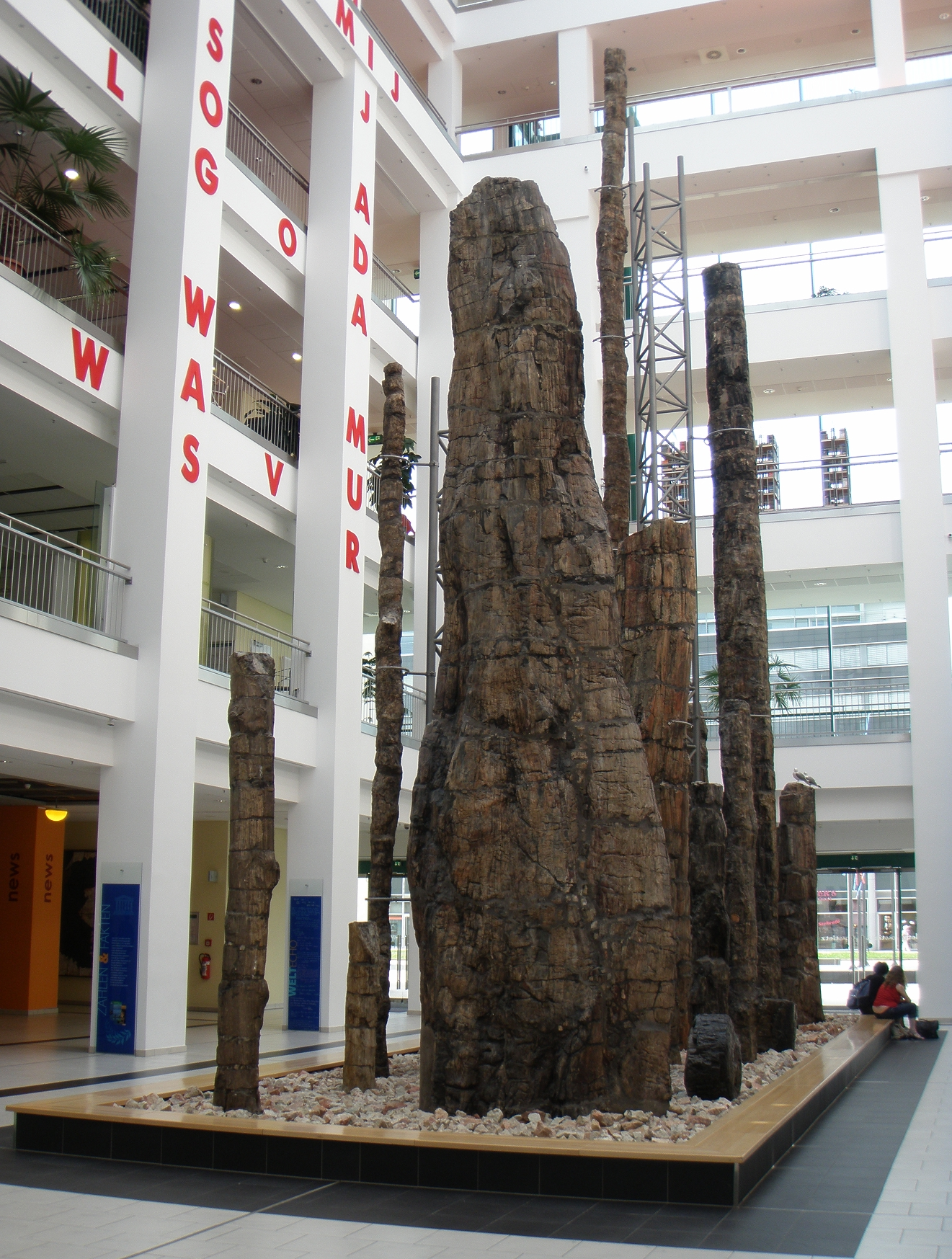
Bäume aus dem versteinerten Wald – im Innenhof des Tietz ausgestellte Exemplare von verschiedenen Fundstellen des Stadtgebietes (Museum für Naturkunde Chemnitz)

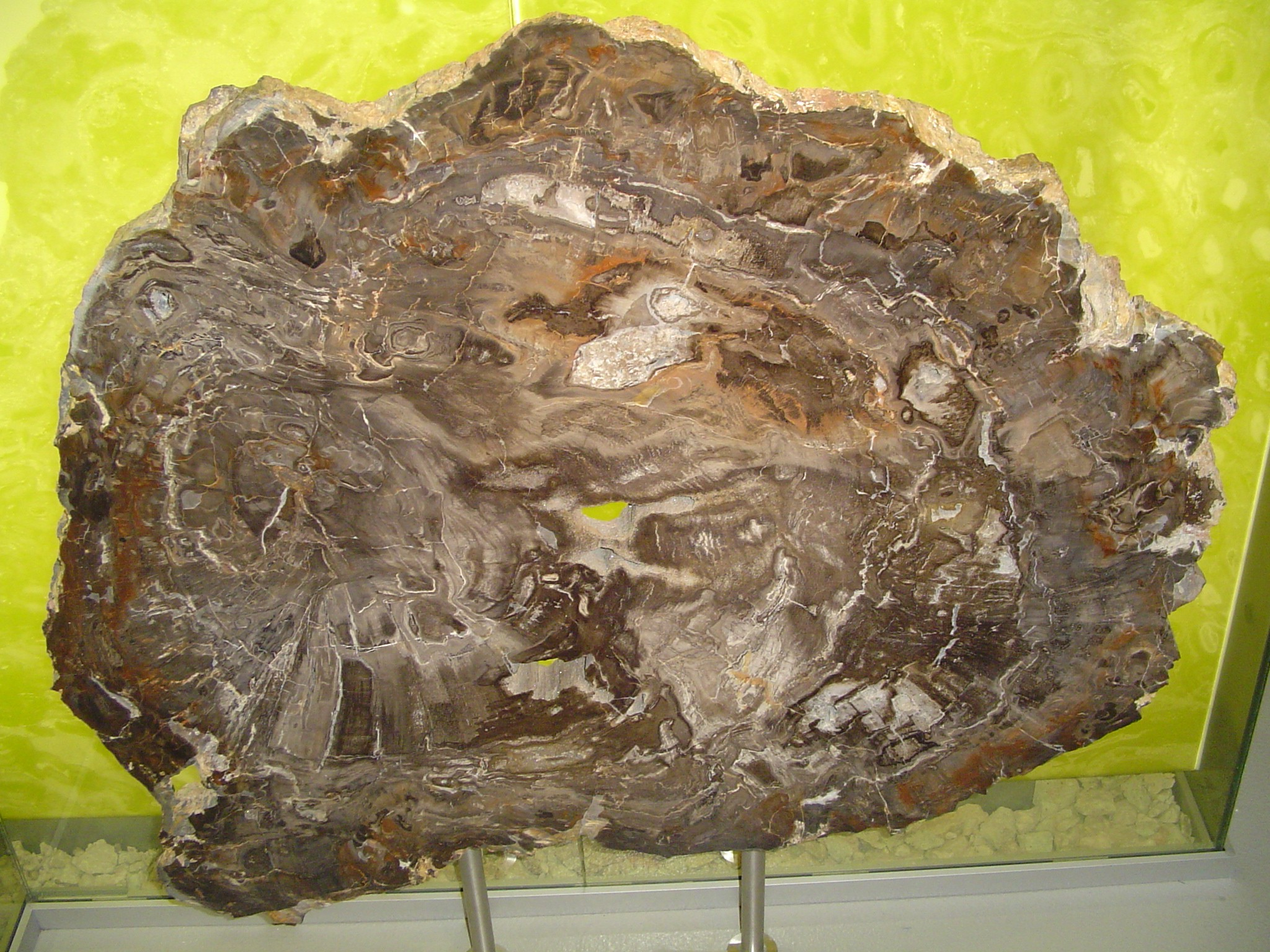
Scheibe mit polierter Schnittfläche mit Merkmalen eines Cordaiten in der Ausstellung des Museums für Naturkunde Chemnitz (90 × 110 cm)

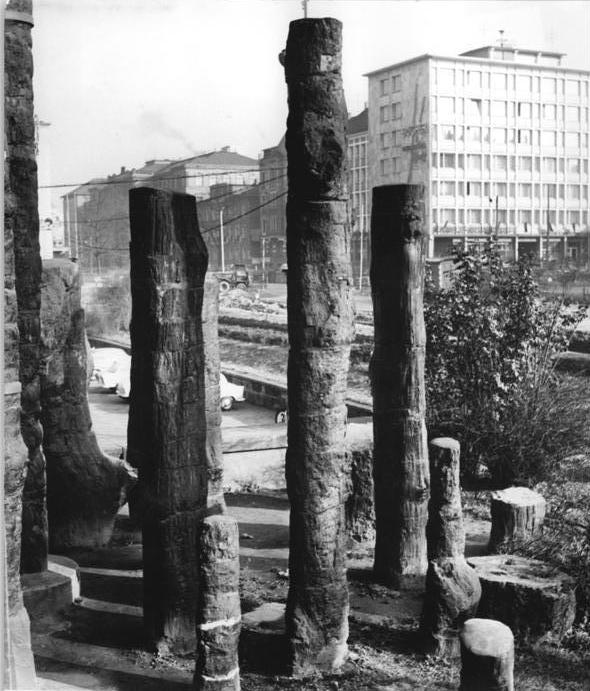
Aufnahme der damals noch im Freien aufgestellten Stämme aus dem Jahr 1964

Der Versteinerte Wald von Chemnitz ist eine bedeutende paläobotanische Fossilfundstätte. Die im Museum für Naturkunde Chemnitz ausgestellten Fundstücke eines Versteinerten Waldes (darunter das größte Pflanzenfossil auf dem europäischen Kontinent) zählen zu den Sehenswürdigkeiten der Stadt.

## Geschichte
Bereits der Chemnitzer Bürgermeister und Gelehrte Georgius Agricola (1494–1555) berichtet 1546 in seinem Werk De natura fossilium über Stämme von vielen Bäumen, die in Stein verwandelt wurden, und weiterhin berichtet er über den Zeisigwaldtuff als Baumaterial.
Ab 1709 wurden kurfürstlich-sächsische Edelstein-Inspektoren durch das Land gesendet, um nach neuen Quellen für Edelsteine zu suchen. In den Berichten und Fundmitteilungen des Inspektors David Frenzel (1691–1772) ist dabei ab 1740 von den versteinerten Hölzern zu lesen. Immer wieder werden Funde von fossilen Hölzern gemeldet und von Frenzel zu Anfang noch als versteinerte Eichen oder Buchen interpretiert. Viele Fossilien dieser Zeit wurden in die königliche Naturalienkammer Dresden entsendet, darunter auch ein besonderer, 100 Zentner schwerer Stamm mit noch ansitzenden Wurzeln. Dieser 1751 gefundene, 3,7 Meter hohe Stamm wurde 1752 ausgegraben und mit einem Gespann aus 28 Pferden nach Dresden transportiert. Nach der Bergung wurde der Stamm fast 100 Jahre lang im Dresdner Zwinger ausgestellt, im Jahre 1836 von Heinrich Göppert als Konifere bestimmt und im selben Jahre von Ludwig Reichenbach als Megadendron saxonicum bezeichnet. Noch heute ziert er das Logo des Museums für Naturkunde Chemnitz. Leider wurde der fossile Stamm im Jahre 1849 durch den Dresdner Maiaufstand und den Brand im Zwinger zerstört.
Später vermachte ein Finder, der Hilbersdorfer Bauunternehmer Güldner, dem Chemnitzer König-Albert-Museum einige versteinerte Stämme. Der damalige erste Direktor des Museums, Johann Traugott Sterzel (1841–1914), übernahm die wissenschaftliche Untersuchung der Fundstücke. Ihm ist auch das Sterzeleanum im Museum gewidmet.

## Geologie
Die nahe der Erdoberfläche liegenden Bereiche des Versteinerten Waldes befinden sich zum Großteil unter dem Stadtgebiet von Chemnitz im Chemnitz-Becken (auch als Vorerzgebirgs-Senke bezeichnet).
Die Vorerzgebirgs-Senke ist befüllt mit spät- und postvariszischen Molassesedimenten des jüngeren Karbon und älteren Perm. Den jüngeren Teil der Beckenfüllung bilden bis zu 1550 m mächtige, permische Rotsedimente (Rotliegend), die in vier Formationen unterteilt sind (Härtensdorf-Formation, Planitz-Formation, Leukersdorf-Formation, Mülsen-Formation).
In der Rotliegend-Abfolge wechseln sich Konglomerate, Sandsteine, Schluffstein und Tonsteine mit Tuffen und mit als Wilde Kohlengebirge bezeichneten geringmächtigen Kohleflözchen ab. Der Steinerne Wald befindet sich stratigraphisch in der unterpermischen Leukersdorf-Formation.

## Fossilien und Forschung
Die Chemnitzer Fossillagerstätte enthält Wurzelstöcke und Stämme sowie meist isolierte „belaubte“ Äste von baumartigen Farnen (Psaronien), Bärlapp (Sigillariaceae) und Schachtelhalmen sowie von baumartigen Samenfarnen (Medullosen) und anderen frühen Samenpflanzen (Koniferen, Cordaiten). Ihre Bildung steht im Zusammenhang mit dem Ausbruch des Zeisigwald-Vulkans im unteren Perm vor ca. 291 Millionen Jahren. Vergleichen lässt sich der Ausbruch des Zeisigwald-Vulkans mit der Eruption des Mount St. Helens im Jahr 1980, auch dort wurden durch die Wucht der Eruption gigantische Bäume entwurzelt und abgeknickt. Jedoch war bei der Eruption des Zeisigwald-Vulkans die Menge an heißem vulkanischen Auswurfmaterial (Pyroklastika) größer, was an der geringeren Entfernung des damaligen Waldes zur Quelle des Auswurfmaterials liegt. Zudem wurden die Eruptionsphasen mit jeder abgelagerten Schicht heftiger und die Pflanzen und Tiere wurden sukzessive immer tiefer begraben. Die Kieselsäure, die in diesen Auswurfmaterialien enthalten ist, sorgte daraufhin für die Fossilisation der organischen Substanz, sodass sie bis heute erhalten blieb.

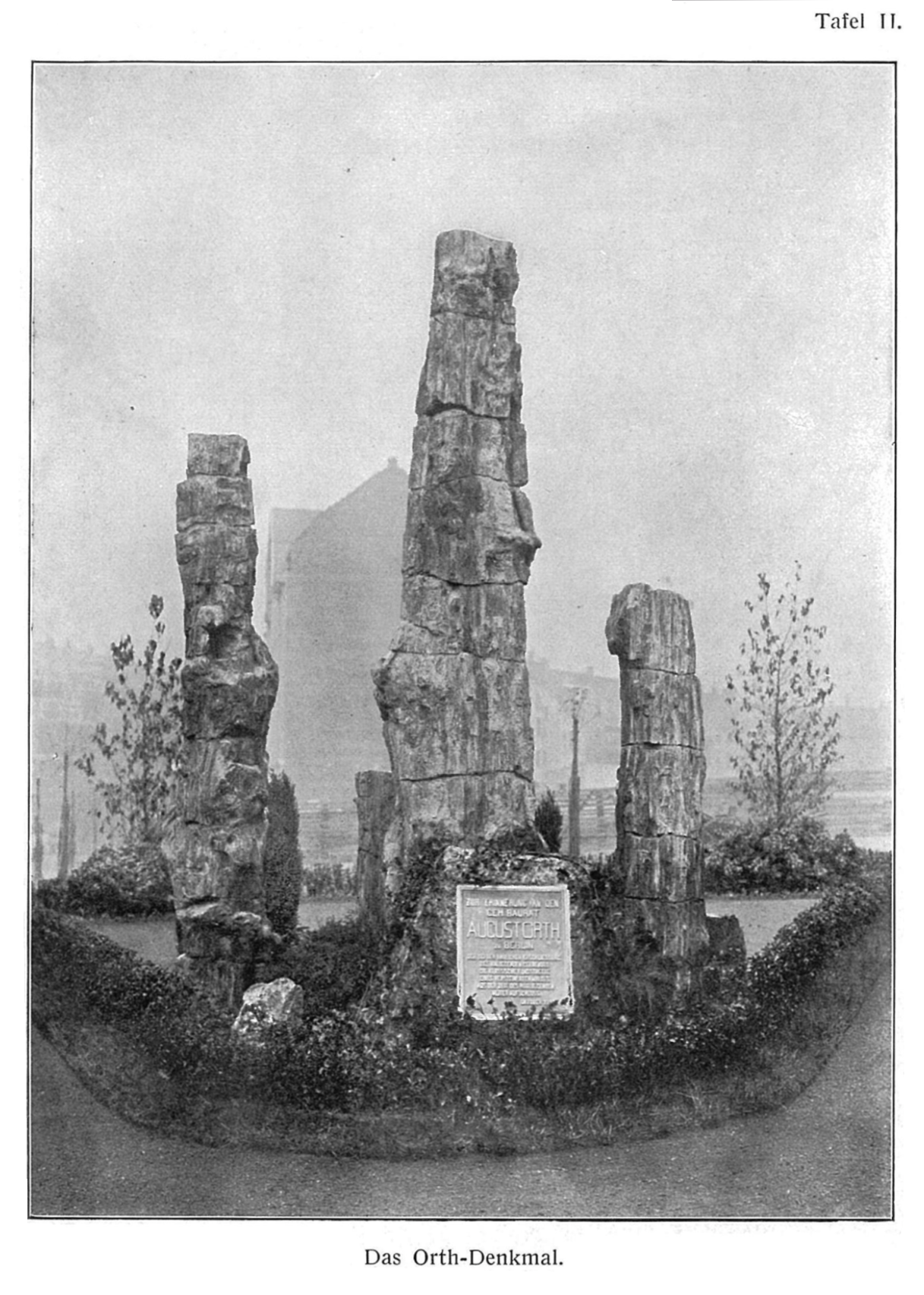
Das August-Orth-Denkmal in den 1910er oder 1920er Jahren (aus Sterzel, 1927)

Die interessantesten der bisher ausgegrabenen Stämme sind heute im Museum für Naturkunde Chemnitz im „Kulturkaufhaus“ DAStietz ausgestellt, darunter auch Scheiben von Stämmen mit polierter Schnittfläche. Eine kleine Sammlung Kieselhölzer wurde von der Stadt Chemnitz zu Ehren des Baurates August Orth an der Ecke Orthstraße-Zeißstraße (früher Zeppelinstraße) in Chemnitz-Hilbersdorf 1911 aufgestellt. Vor allem in den Jahren um 1900 wurden viele Fossilien entdeckt und erforscht. Doch auch in der Vergangenheit wurden immer wieder fossile Bäume in verschiedenen Bereichen des Stadtgebietes von Chemnitz gefunden (beispielsweise beim Wohnungsbau im Stadtteil Sonnenberg oder bei Bauarbeiten der königlich-sächsischen Staatseisenbahn).
Vom 4. April 2008 bis Oktober 2010 wurde im Rahmen einer wissenschaftlichen Grabung auf einem Grundstück an der Frankenberger Straße erneut nach Fossilien gesucht. Ein dort gefundenes Exemplar des Riesenschachtelhalms Arthropitys bistriata zeigt eine Mehrfachverzweigung, wie sie bislang von Schachtelhalmen nicht bekannt war. Daher erhielt dieser außergewöhnliche Fund von der Paläontologischen Gesellschaft die Auszeichnung Fossil des Jahres 2010. Zur Ernennung wurde dieser Stamm in die Dauerausstellung des Museums für Naturkunde Chemnitz integriert. Zahlreiche Funde von Medullosa stellata in der gleichen Grabungsstelle führten zu neuen Erkenntnissen hinsichtlich der Ökologie und der Wuchsform dieser bereits 1832 durch Bernhard von Cotta erstmals aus Chemnitz beschriebenen Medullosen-Art. Sie wurde deshalb 2023 ebenfalls als Fossil des Jahres ausgezeichnet. Im Mai 2013 wurden neue Ausgrabungen an der Glockenstraße begonnen.
Ebenfalls gut erhalten sind viele Überreste ausgestorbener Tiere, die im permischen Wald von Chemnitz lebten, vor allem von landlebenden Gliederfüßern. Dazu gehört unter anderem der „Riesentausendfüßer“ Arthropleura. Aber auch Reste von Landwirbeltieren wurden bereits gefunden, so der eidechsenartige, baumlebende „Pelycosaurier“ Ascendonanus nestleri sowie ein noch nicht detailliert beschriebener Aïstopode („Urlurch“ mit zurückgebildeten Gliedmaßen, ähnlich den heutigen Aalmolchen) und Chemnitzion richteri (eine andere Form von „Urlurchen“).